# Pseudobagrus rendahli
Pseudobagrus rendahli är en fiskart som först beskrevs av Pellegrin och Lee-Shing Fang, 1940.  Pseudobagrus rendahli ingår i släktet Pseudobagrus och familjen Bagridae. Inga underarter finns listade i Catalogue of Life.